# The KING LION
The KING LION（ザ・キング・ライオン）は、日本のスカバンドである。

## 概要
1999年結成。2004年に自主レーベル『LAST CALL RECORDS』から1st 7inch『Opium／Cool Sun』を発表。同年『TONE CATZ RECORDS』から1st Album「Wakie Wakie」をリリース、その後もコンピレーションアルバム等にも参加している。2019年、20周年記念フルアルバム「BLANK」と7inchシングルをリリース。

## メンバー
- Masaru Watanabe（Vocal）
- Kenichi -Billyken- Ito（Bass）
- Yasuhiro Kaizuka（Drums）
- Yoshinari Ise（Guitar）
- Takayuki Ikeda（Guitar）
- Hiroaki Tosa（Guitar）
- Shuhei -Chonvo- Taguchi（Trumpet）
- Hideaki Shoji（Alt Sax）
- Shun Watanabe（Tenor Sax）
- Koji Yokota（Tenor Sax）
- Makoto Shindo（Trombone）
- Toshiaki -Motty- Morokoshi（Bass Trombone）
- Miwako -Tammy- Takahashi（Piano&Hammond）
- Gera Small（Vocal）

## ディスコグラフィー

### シングル
- Opium／Cool Sun（2004年）
- (I'm feeling for the)New Feeling（2004年）
- Rum Steal／You Were Invited（2007年）
- Dig Down Ska／64ska Take2（2019年）
- Obeah Man／Black Magic Woman（2019年）

### アルバム
- Wakie Wakie（2004年）
- BLANK（2019年）
- Ska Junction Vol.1(2003年)　※オムニバス　Castle on the cliff収録
- SKA CLASH!(2004年)　※オムニバス　(I'm feeling for the)New Feeling収録
- BIG SHOT 2(2005年)　※オムニバス　Tem Vacila収録
- Do You Remember Local’Roll Radio？(2015年)　※オムニバス　30skation収録